# EC Red Bull Salzburg
Az EC Red Bull Salzburg egy profi jégkorongcsapat, az osztrák EBEL-ben játszik. Az RB Salzburg nyolcszor nyerte meg az osztrák jégkorong-bajnokságot, három egymást követő alkalommal 2014-2016 között.

## Története
Salzburgban a jégkorong története egészen az 1977-78-as szezonig nyúlik vissza, amikor a HC Salzburg néven szereplő csapat harmadik helyen végzett az osztrák bajnokságban. 1988-ban a Salzburg EK nyerte a osztrák Bundesligát, azonban a következő szezon elején anyagi okok miatt nem tudott kiállni. 1995-ben az EK Morzg és EC Tiefenbach összeolvadása után alapították meg az EK Salzburgot. 2000-ben az energiaitalokat gyártó Red Bull lett a csapat főszponzora, a nevét pedig EC Red Bull Salzburgra változtatta.

## Sikerek
- EBEL-bajnok (9): 2007, 2008, 2010, 2011, 2014, 2015, 2016, 2018, 2022
- IHF-Interliga-bajnok (1): 2010